# قائمة شركات الطيران المنحلة في السعودية
هذه قائمة بشركات الطيران السابقة والتي تم حلها في المملكة العربية السعودية.
| شركة الطيران    | إياتا | إيكاو | رمز النداء | تاريخ بدء العمليات | تاريخ نهاية العمليات | ملاحظة                                               |
| --------------- | ----- | ----- | ---------- | ------------------ | -------------------- | ---------------------------------------------------- |
| الخيالة         | XY    | KNE   | -          | 2005               | 2008                 | غير اسمها إلى طيران الخيالة                          |
| طيران الخيالة   | XY    | KNE   | -          | 2008               | 2009                 |                                                      |
| الوفير          | AW    | WFR   | WAFEER     | 2009               | 2011                 |                                                      |
| الأمير          | -     | -     | -          | 2011               | 2012                 |                                                      |
| ناس             | XY    | KNE   | -          | 2006               | 2013                 | غير اسمها من (ناس إير) إلى (فلاي ناس).               |
| سما             | ZS    | SMY   | NAJIM      | 2005               | 2010                 |                                                      |
| الخطوط السعودية | SV    | SVA   | -          | 1945               | 2006                 |                                                      |
| الخطوط السعودية | SV    | SVA   | -          | 2006               | 2012                 | غير مسمى الخطوط الجوية العربية السعودية إلى السعودية |

## اقرأ أيضًا
- قائمة شركات الطيران في المملكة العربية السعودية
- قائمة مطارات السعودية